# Joe May
Joe May (nascut Joseph Otto Mandl; 7 de novembre de 1880 - 29 d'abril de 1954) va ser un director de cinema i productor de cinema austríac i un dels pioners de Cinema alemany.

## Biografia
Després d'estudiar a Berlín i una varietat de feines, va començar la seva carrera com a director d'escena d'operetes a Hamburg. El 1902 s'havia casat amb l'actriu Mia May (nascuda Hermine Pfleger) i va agafar el seu nom artístic d’ella.

### Continental-Kunstfilm
Com a Joe May, va fer deu pel·lícules per a Continental-Kunstfilm GmbH a Berlín; la primera, In der Tiefe des Schachtes es va estrenar el novembre de 1912, seguida de Vorglühen des Balkanbrandes (amb Ernst Reicher).
A la primavera de 1914, May va dirigir les tres primeres pel·lícules de 'Stuart Webbs', una sèrie popular en què Reicher va interpretar un detectiu inspirat en Sherlock Holmes: Die geheimnisvolle Villa; Der Mann im Keller; i Der Spuk im Haus des Professors.

### Stuart Webbs-Film
May i Reicher es van enfrontar amb els gerents de Continental per les pel·lícules de 'Stuart Webbs' i van deixar Continental junts. Després d'haver format la seva pròpia companyia de producció, Stuart Webbs-Film GmbH, van fer la següent de la sèrie 'Stuart Webbs', Das Panzergewölbe el juny de 1914, utilitzant els nous estudis de Continental-Kunstfilm al número 9 de Franz Joseph-Strasse, Weissensee Studios, per al rodatge.
Quan va esclatar la Primera Guerra Mundial l'agost de 1914, May va haver de tornar a la seva Viena natal per fer el seu servei militar, i al seu retorn a Berlín, ell i Reicher es van separar. L'última pel·lícula de May a Continental va ser Der geheimnisvolle Nachtschatten que va produir el desembre de 1914, amb Harry Piel dirigint. Aleshores, Reicher va llogar l'estudi al número 9 de Franz Joseph-Strasse de Continental i va continuar fent les pel·lícules de 'Stuart Webbs' amb la seva companyia Reicher & Reicher fins al 1918.

### May-Film
El 1915 va fundar la seva pròpia companyia de producció cinematogràfica, May-Film GmbH i va començar a produir un èxit sèrie de pel·lícules de ficció criminal, l'heroi detectiu de les quals es deia Joe Deebs. Alguns d'aquests van ser dirigits pel mateix May, altres per Harry Piel; Max Landa i més tard Harry Liedtke van fer el paper principal. El 1917, May va donar a Fritz Lang una de les seves primeres pauses en la indústria cinematogràfica com a guionista a la pel·lícula Die Hochzeit im Eccentricclub i Lang també va treballar en altres pel·lícules de May en aquest moment.
Després del final de la Primera Guerra Mundial, May-Film va llogar els estudis de l'hivernacle doble al número 5–7 de Franz Joseph-Strasse (pertanyent a Deutsche Vitascope) el 1919 per 600.000 marcs, que es va conèixer com el May-Atelier. També va construir un estudi de cinema a Woltersdorf un poble al nord-est de Berlín a Brandenburg. Allà va produir i dirigir una sèrie de pel·lícules d'aventures populars i exòtiques, entre elles la monumental Veritas vincit (1919) de tres hores de durada, la sèrie de vuit parts Die Herrin der Welt (1919–20), així com la pel·lícula d'aventures en dues parts Das indische Grabmal (1921) protagonitzada per Conrad Veidt i escrita per Fritz Lang i Thea von Harbou.
Aquests van comptar amb Mia May en papers principals i va treballar regularment sota la direcció del seu marit en una sèrie de melodrames com Tragödie der Liebe (1922/23) coprotagonitzada per Emil Jannings. La seva filla adolescent Eva May (nascuda el 1902 a Viena) va intentar construir la seva pròpia carrera com a actriu, però es va suïcidar el 1924 després del final del seu tercer matrimoni amb els directors de cinema Manfred Liebenau, Lothar Mendes i Manfred Noa.
Cap a finals de la dècada de 1920, May es va allunyar de les pel·lícules d'aventures i va produir obres més realistes, destacant entre elles el triangle amorós de la Primera Guerra Mundial Heimkehr ( 1928) i el thriller contemporani Asphalt (1929). Durant els primers anys de cinema sonor va treballar com a productor per a Erich Pommer a Ufa i després per a diferents productores d'Alemanya, Àustria i França dirigint una sèrie de versions multilingües en alemany i francès, entre les quals destaquen Ihre Majestät die Liebe / Son altesse l'amour (1930) una de les millors comèdies musicals del Cinema de Weimar.

### Emigració als Estats Units
El 1933, ell i la Mia, juntament amb molts altres de la indústria cinematogràfica alemanya, van emigrar als Estats Units on va poder establir-se com a director, principalment per a Universal Pictures, tot i que el seu treball es va centrar principalment en el que es consideraria com a pel·lícules B.
Les seves obres més notables d'aquest període van ser el vehicle Kay Francis Confession, un remake de la pel·lícula alemanya de 1935 Mazurka, The House of the Seven Gables i The Invisible Man Returns (1940). També va treballar amb els Dead End Kids durant aquest període, dirigint dues pel·lícules, You're Not So Tough (1940) i  Hit the Road (1941), malgrat la fricció constant amb els seus membres del repartiment delinqüents juvenils.
Confession és especialment interessant, ja que la pel·lícula de May és una còpia exacta de la Mazurka del director alemany Willi Forst, fins a l'últim s'esvaeix i es dissol, amb cada pla cronometrat per tenir exactament la mateixa durada i utilitzant la mateixa música que la pel·lícula original de Forst.
L'última pel·lícula de May va ser la comèdia de guerra amb Robert Mitchum en un petit paper, Johnny Doesn't Live Here Any More, feta el 1944 per King Brothers i publicat a través de Monogram Pictures.

### Mort
Després de retirar-se com a director, May i la seva dona van obrir el restaurant Blue Danube a Los Angeles, que no va ser una empresa comercial reeixida. Va morir el 29 d'abril de 1954, després d'una llarga malaltia. Està enterrat al Hollywood Forever Cemetery a Hollywood, Califòrnia.

## Filmografia parcial
May va exercir com a director tret que s'indiqui el contrari.
- Das Panzergewölbe (1914)
- Der Mann im Keller (1914)
- Die geheimnisvolle Villa (1914)
- Die Sünde der Helga Arndt (1916)
- Die Liebe von Hetty Raimond (1917)
- Hilde Warren und der Tod (1917)
- Der Onyxknopf (1917)
- Die Hochzeit im Eccentricclub (1917)
- Wogen des Schicksals (1918)
- Ihr großes Geheimnis (1918)
- Das Opfer (1918)
- Die Ratte (1918)
- Fünf Minuten zu spät (1918) productor
- Der Muff (1919)
- Veritas vincit (1919)
- Das wandernde Bild (1920) productor
- Die Legende von der heiligen Simplicia (1920)
- Die Schuld der Lavinia Morland (1920)
- Ilona (1921) productor
- Der Leidensweg der Inge Krafft (1921) productor
- Frauen vom Gnadenstein (1921)
- Die Erbin von Tordis (1921) productor
- Das indische Grabmal (1921)
- Die Gräfin von Paris (1923)
- Der Farmer aus Texas (1925)
- Derby. Ein Ausschnitt aus der Welt des Trabersports (1926) productor, supervisor creatiu
- Staatsanwalt Jordan (1926)
- Heimkehr (1928)
- Ungarische Rhapsodie (1928, guionista)
- Sensation im Wintergarten (1929)
- Asphalt (1929)
- Die letzte Kompagnie (1930, productor)
- Der unsterbliche Lump (1930)
- Ihre Majestät die Liebe (1931)
- Son altesse l'amour (1931)
- ...und das ist die Hauptsache!? (1931)
- Paris-Méditerranée (1932)
- Zwei in einem Auto (1932)
- Hochzeitsreise zu dritt (1932) (Supervisor creatiu)
- Voyage de noces (1933) (Supervisor creatiu)
- Ein Lied für Dich (1933)
- Tout pour l'amour (1933)
- Two Hearts in Waltz Time (1934)
- Music in the Air (1934)
- The Typist Gets Married (1934)
- No Monkey Business (1935, guionista)
- Confession (1937)
- Society Smugglers (1939)
- The House of Fear (1939)
- The Invisible Man Returns (1940)
- The House of the Seven Gables (1940)
- You're Not So Tough (1940)
- Hit the Road (1941)
- Uncertain Glory (1944) argument
- Johnny Doesn't Live Here Any More (1944)